# Comănești (okręg Arad)
Comănești – wieś w Rumunii, w okręgu Arad, w gminie Hășmaș. W 2011 roku liczyła 105 mieszkańców. 